# Megarthrus
Megarthrus — род стафилинид из подсемейства Proteininae.

## Описание
Переднеспинка с более или менее глубокой продольной срединной бороздкой и угловидно вырезанными задними углами. Тело плоское.

## Систематика
К роду относятся:
- вид: Megarthrus affinis Miller, 1852
- вид: Megarthrus bellevoyei Saulcy, 1862
- вид: Megarthrus denticollis (Beck, 1817)
- вид: Megarthrus depressus (Paykull, 1789)
- вид: Megarthrus fennicus Lahtinen, 1938
- вид: Megarthrus hemipterus (Illiger, 1794)
- вид: Megarthrus longicornis Wollaston, 1854
- вид: Megarthrus nigrinus Sahlberg, 1876
- вид: Megarthrus nitidulus Kraatz, 1858
- вид: Megarthrus proseni Schatzmayr, 1904
- вид: Megarthrus serrula Wollaston, 1865
- вид: Megarthrus sinuatocollis (Boisduval et Lacordaire, 1835)
- вид: Megarthrus spatuliformis Assing & Wunderle, 1999
- вид: Megarthrus stercorarius Mulsant & Rey, 1878
- вид: Megarthrus strandi Scheerpeltz, 1931
- вид: Megarthrus wollastoni Cuccodoro & Löbl, 1997